# Chiesa collegiata di Santa Maria della Pietà
La chiesa collegiata di Santa Maria della Pietà è la chiesa madre di Eboli.

## Storia
La chiesa fu costruita nell'XI secolo con il nome originario di Santa Maria de Conce, dovuto probabilmente alla presenza di una conceria nella zona, ed è nominata con questo nome anche in un documento del 1309; tale dizione fu probabilmente mutata all'inizio del XVI secolo in quella attuale di Santa Maria della Pietà in occasione della ricostruzione e dell'elevazione a Collegiata da parte di papa Clemente VII.

## Struttura
La chiesa attualmente si presenta a un'unica navata coperta da una volta a botte. I fianchi della navata sono scanditi da tre cappelle per ogni lato inquadrate da archi a tutto sesto, impostate su pilastri decorati con lesene e capitelli in stile corinzio. Alla navata fa seguito il presbiterio coperto da una cupola. Dall'arcata centrale del fianco sinistro si accede a una cappella coperta con cupola e, da quella del fianco destro, all'atrio del nuovo ingresso costituito da un protiro con scale aperte verso Piazza della Repubblica. Sullo stesso lato si eleva il Campanile composto da tre piani suddivisi da cornice e decorati con lesene angolari che si innalzano su un alto basamento. La vecchia facciata, volta verso il centro storico, è divisa orizzontalmente da una fascia marcapiano con cornice aggettante. Nella parte inferiore vi è un porticato decorato con un ordine di lesene e in quella superiore sono collocate due nicchie e una monofora centrale con balaustra, conclude la facciata un timpano triangolare. All'interno della chiesa, sull'altare maggiore, in una grande nicchia centrale, è collocato il gruppo ligneo raffigurante la Pietà, opera di Giacomo Colombo realizzata nel 1702.